# Compsenia melanozona
Compsenia melanozona là một loài bướm đêm trong họ Noctuidae.